# بنجامين غودهو
بنجامين غودهو هو تاجر وسياسي أمريكي، ولد في 20 سبتمبر 1748 في سالم في الولايات المتحدة، وتوفي بنفس المكان في 28 يوليو 1814. نشط حزبياً في الحزب الفيدرالي الأمريكي.

## مناصب
- انتخب عضو مجلس الشيوخ الأمريكي [الإنجليزية]‏ عن دائرة Massachusetts Class 1 senate seat ‏ وقد انضم خلال فترته النيابية [الإنجليزية]‏ (4 مارس 1799 – 8 نوفمبر 1800) للكتلة البرلمانية الحزب الفيدرالي الأمريكي.
- انتخب عضو مجلس الشيوخ الأمريكي [الإنجليزية]‏ عن دائرة Massachusetts Class 1 senate seat ‏ وقد انضم خلال فترته النيابية [الإنجليزية]‏ (4 مارس 1797 – 4 مارس 1799) للكتلة البرلمانية الحزب الفيدرالي الأمريكي.
- انتخب عضو مجلس الشيوخ الأمريكي [الإنجليزية]‏ عن دائرة Massachusetts Class 1 senate seat ‏ وقد انضم خلال فترته النيابية [الإنجليزية]‏ (11 يونيو 1796 – 4 مارس 1797) للكتلة البرلمانية الحزب الفيدرالي الأمريكي.
- انتخب عضو مجلس نواب ماساتشوستس ‏.
- انتخب عضو مجلس النواب الأمريكي.
- انتخب عضو مجلس الشيوخ الأمريكي [الإنجليزية]‏ عن دائرة ماساتشوستس.